# Pomacentrus sulfureus

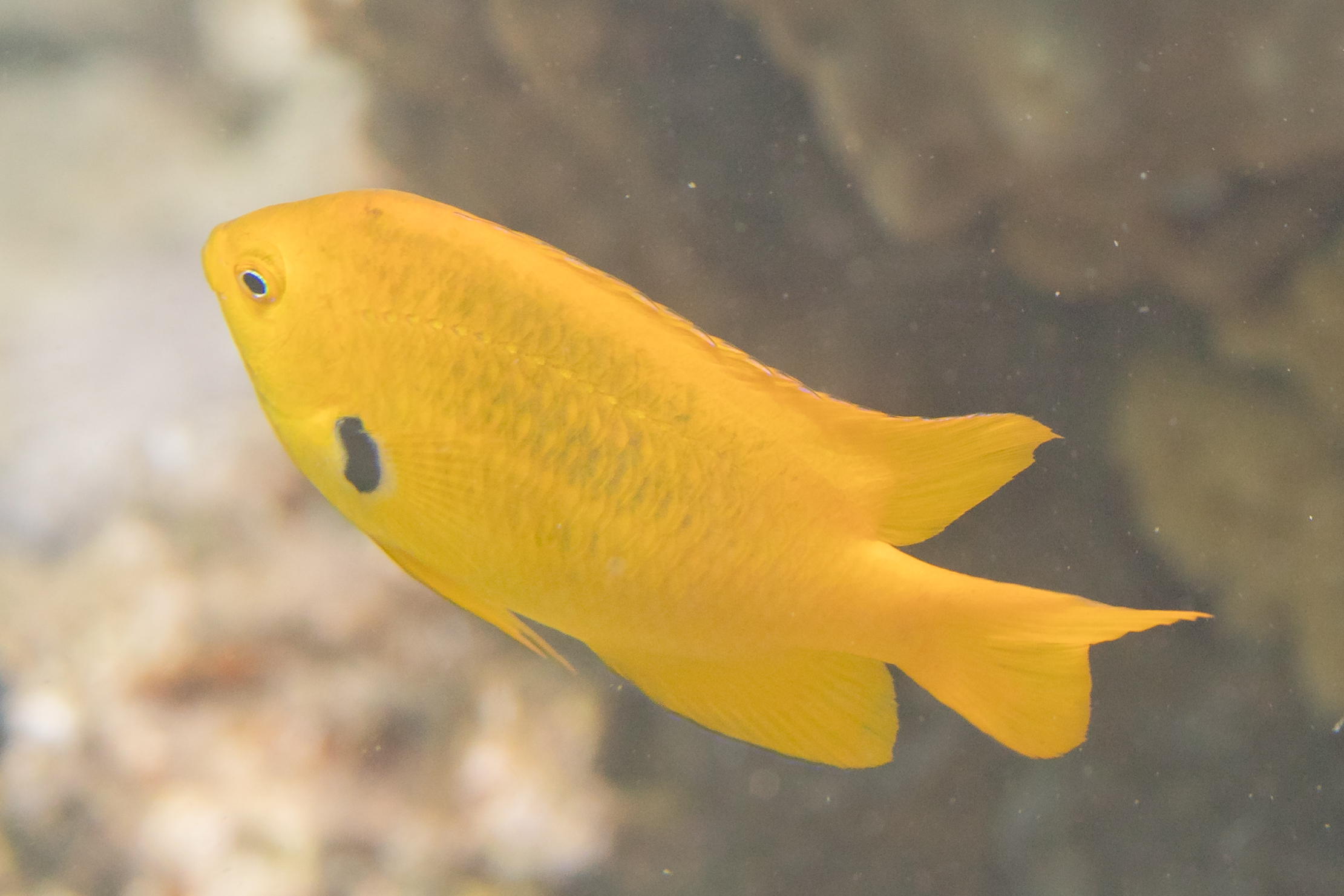
Ejemplar de doncella de azufre en el mar Rojo.

Pomacentrus sulfureus comúnmente conocida como doncella de azufre es una especie de pez de la familia Pomacentridae en el orden de los Perciformes, que se encuentra desde el Mar Rojo hasta África Occidental. 

## Descripción
Estos peces son casi inconfundibles, debido a su llamativo y brillante color amarillo, que es más brillante en la zona facial, y más claro en la punta de su aleta dorsal, cola y las aletas pectorales; posee una pequeña mancha de color negro en la base de las aletas pectorales. Los machos pueden llegar alcanzar los 11 cm de longitud total. Esta especie es muy abundante, se ha vuelto muy popular en los acuarios por su vistozo color.
Sin embargo no se save cual es el núcleo de su población, ya que al ser abundante no significa que no este amenazado.

## Distribución Geográfica y Hábitat
Se encuentra desde el Mar Rojo y  África Oriental hasta Madagascar, y en las islas Mauricio, Comoras y Seychelles. Los adultos Prefieren los arrecifes entre 1 a 5 metros de profundidad, en pequeños grupos donde se le puede encontrar en los corales de bajura, para esconderse de sus depredadores.

## Comportamiento
Esta especie es ovípara, la hembra pone los huevos entre los corales, ya que son demersales y se adhieren a estos, son cuidados y defendidos por el macho que se mantiene en guardia.